# Bélgorod Kíevski
Bélgorod Kíevski (en ucraniano: Бі́лгород Ки́ївський, Bílhorod Kýivskyi; en ruso: Белгород Киевский, Bélgorod Kíevski) fue una ciudad-castillo de la Rus de Kiev en la margen derecha del río Irpín. La ciudad fue bastante prominente durante los siglos X y XII pero dejó de existir luego de la destrucción de Kiev en la Invasión mongola de la Rus de Kiev de 1240. Actualmente hay una pequeña villa llamada Bilohorodka, en el raión de Bucha del óblast de Kiev, cerca de la ubicación de la difunta ciudad.
La ciudad es mencionada por primera vez en las crónicas en 980. En 991, Vladímir I de Kiev construyó allí su castillo. Según la crónica, Bélgorod era la residencia favorita de Vladímir I quien trasladó allí a mucha gente, incluidas sus trescientas concubinas. La ribera derecha del río Irpín era tierra de los drevlianos, quienes se resistieron al príncipe Rus, por lo que el establecimiento del castillo puede estar destinado a consolidar el poder de Kiev sobre los drevlianos. El castillo además protegía Kiev de los nómadas de la Gran estepa.
En 997, el nuevo castillo sobrevivió al largo asedio de los pechenegos y protegió a Kiev de su ataque. De acuerdo a la Crónica de Néstor, hubo una hambruna en la ciudad durante el asedio y los residentes organizaron un veche o asamblea para decidir si debían rendirse ante los pechenegos. El veche decidió continuar con la defensa de la ciudad, lo que acabaría llevándolos a la victoria. Es la primera mención del veche en las crónicas rusas. Esta institución sería luego la principal forma de gobierno de la República de Nóvgorod y otros estados de la Rus de norte.
En el siglo XI, la ciudad se convirtió en un sitio obispal. El obispado de Bélgorod es mencionado por primera vez en la Crónica Primaria en 1088. En el siglo XII, la ciudad jugaría el mismo rol que antes lo hacían Pereyáslav y Nóvgorod: se convertiría en la sede del heredero a Gran Príncipe de Kiev. Siendo que Bélgorod estaba muy cerca de Kiev, el Gran Príncipe podía controlar a su heredero y el heredero podía trasladarse a Kiev en poco tiempo si era necesario. Esta tradición empezó con Vladímir II Monómaco que trasladó allí a su hijo Mstislav en 1117. Mstislav se convirtió en Gran Príncipe de Kiev en 1125. En 1140, la ciudad fue tomada por Vsévolod II de Kiev quien se la dio a su hermano, Sviatoslav Ólgovich. En 1146, Bélgorod fue tomada por Iziaslav II de Kiev, quien se convirtió Gran Príncipe de Kiev en 1151. En 1159, Bílgorod se convirtió la sede de Mstislav II de Kiev, que sería Gran Príncipe de Kiev en 1167.
La ciudad alcanzó su mayor prosperidad bajo Riúrik Rostislávich, gobernante de la Rus de Kiev, quien hizo de la ciudad su capital. En el siglo XI, luego de la invasión mongola, Bélgorod se degradó y luego de la destrucción de Kiev en 1240 dejó de existir. Todavía hay una pequeña villa, llamada Bilohorodka, cerca de las ruinas de la ciudad que conserva su nombre.
Las ruinas de la ciudad (Gorodische) son un importante lugar de excavación arqueológica. La mayoría no ha sido excavado aún. El área de Gorodische es de 110 hectáreas. De acuerdo al historiador A. Chlénov el lugar es importante por ser el único fuerte drevliano que sobrevivió casi intacto; la única fortaleza de la Rus de Kiev del siglo X preservada en esas condiciones; y la mayor fortaleza sobreviviente de esa época.

## Galería

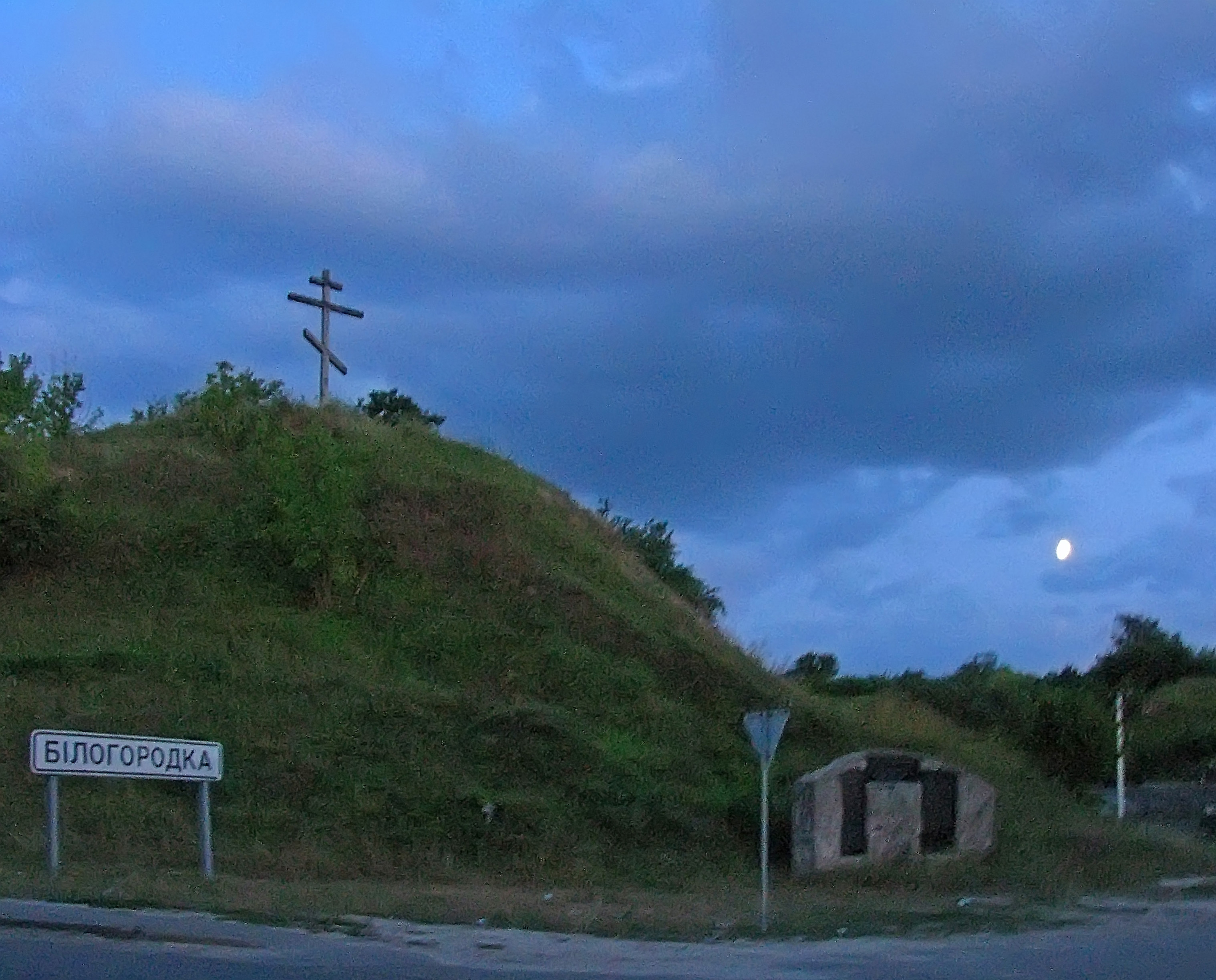
Colina de la fortaleza con los restos de una muralla de 1000 años. Monumento histórico nacional.
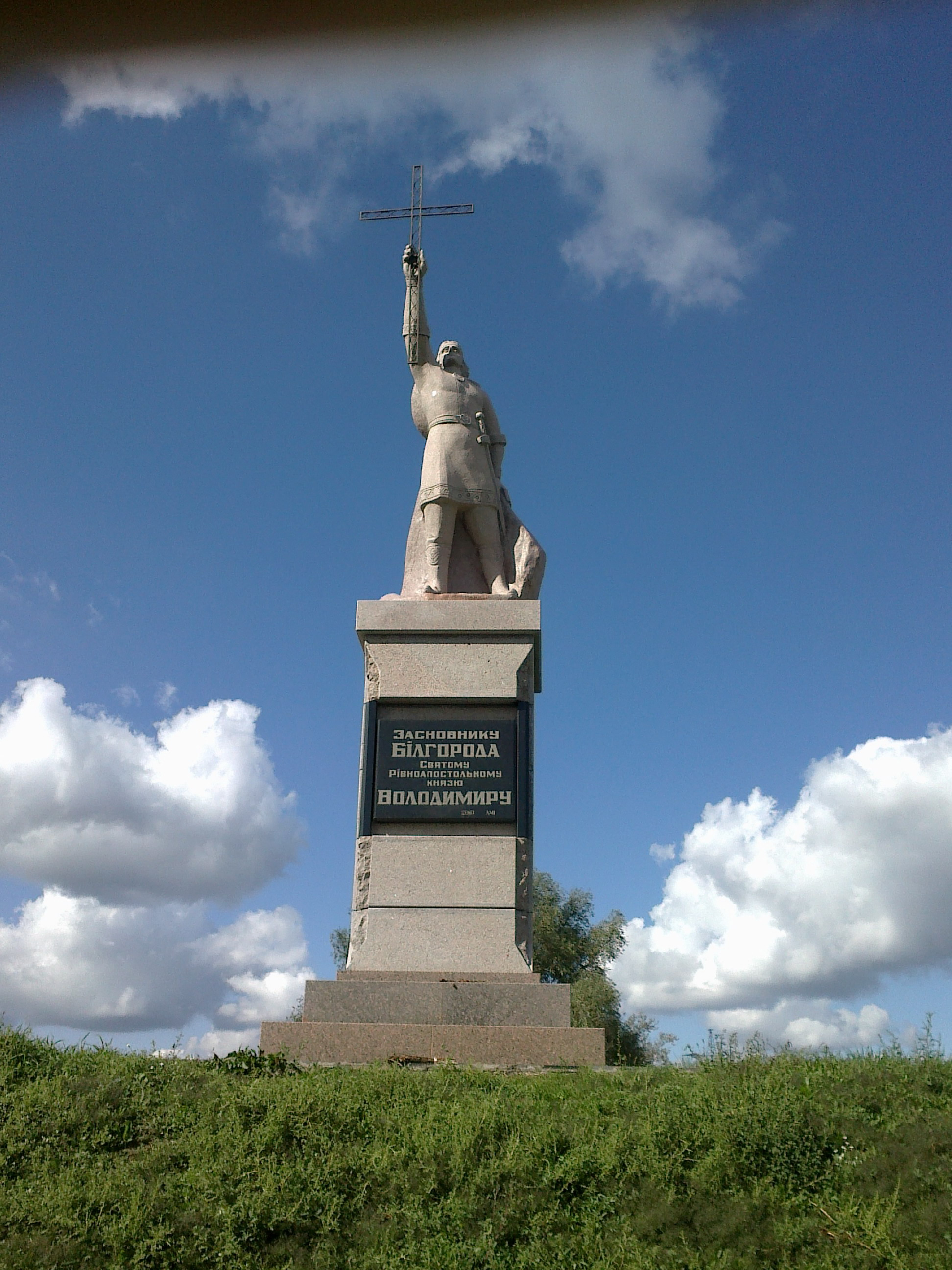
En la muralla. Monumento al príncipe Vladímir, fundador de la ciudad, en Bilohorodka.
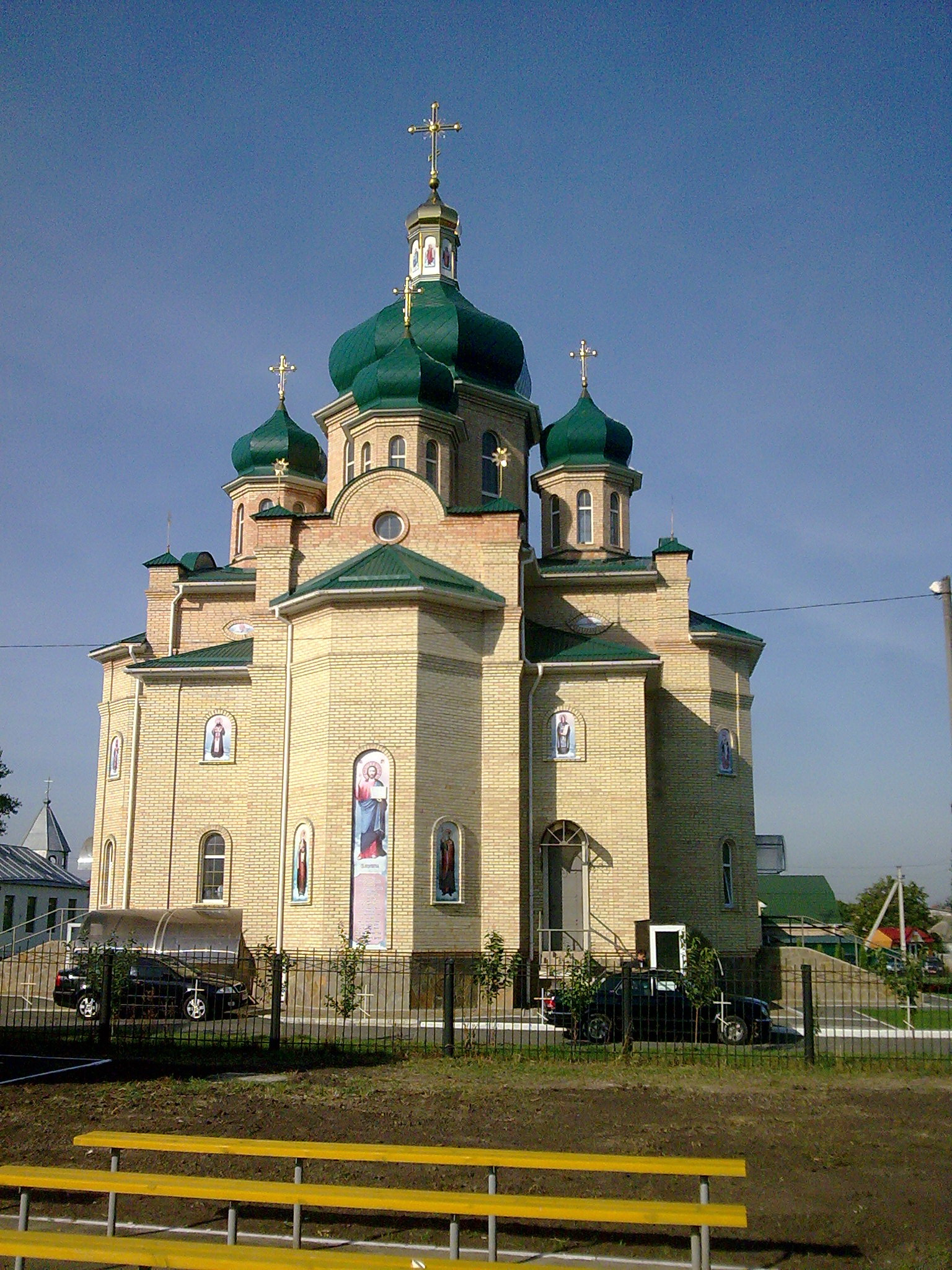
Iglesia de Bilohorodka.
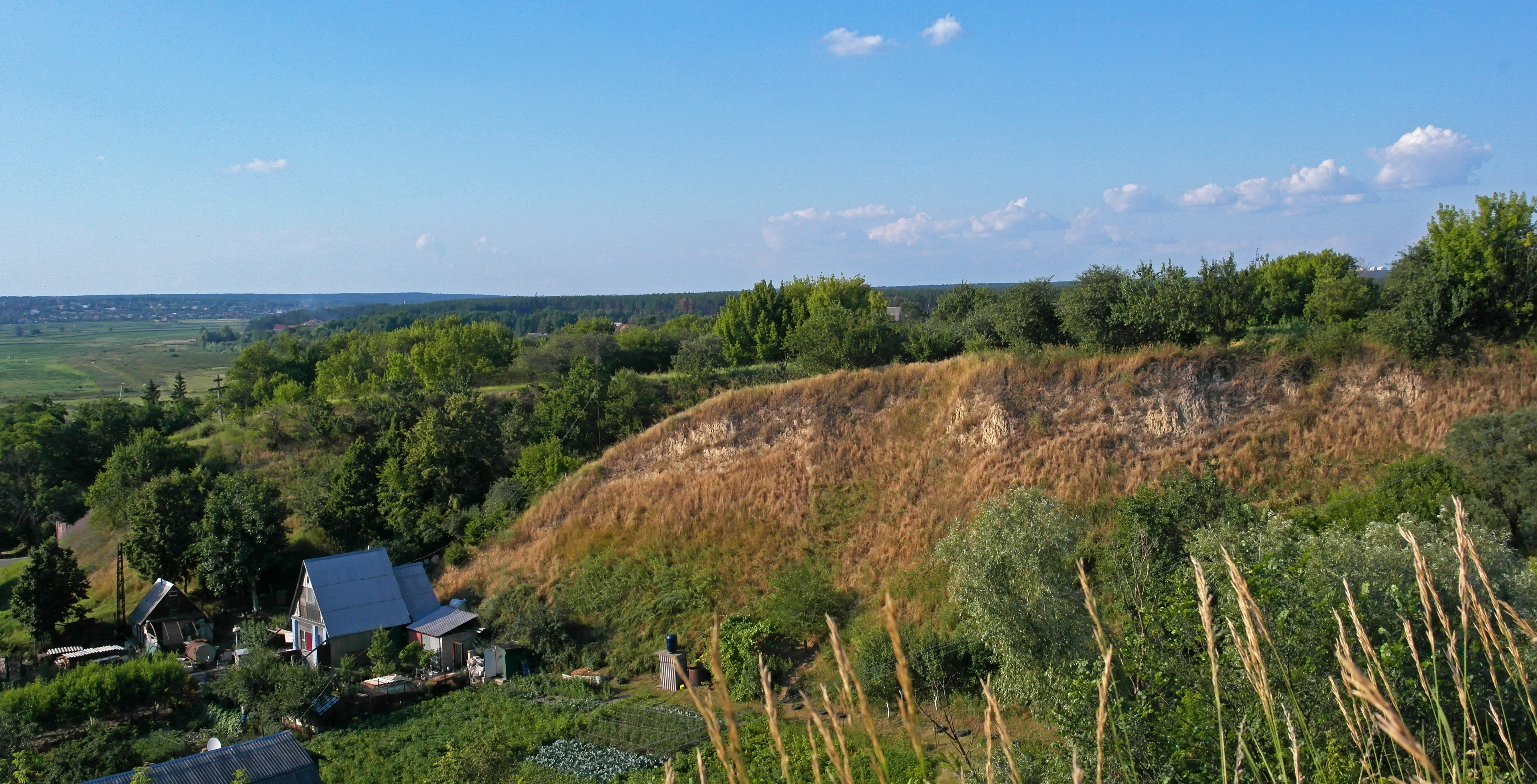
La muralla de la ciudad. Monumento histórico nacional.
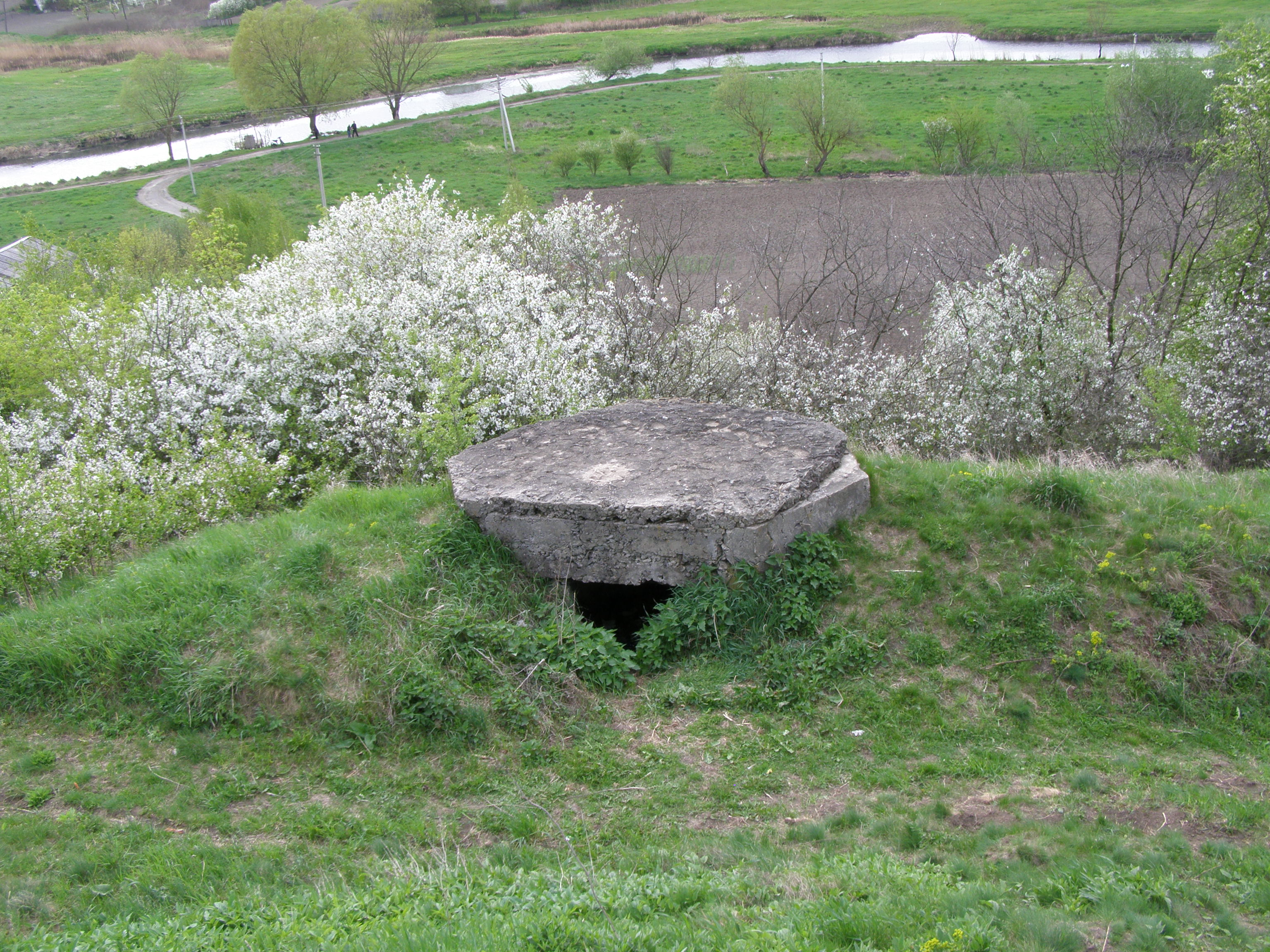
Nido de ametralladoras del tipo "Barbet" nº 380 en el Distrito fortificado de Kiev (en) construido en los años 1920-1930 en la antigua muralla.